# Disciotis
Disciotis is een geslacht van schimmels uit de familie Morchellaceae. De typesoort is Disciotis venosa.

## Kenmerken
De vruchtlichamen zijn zeer kortstelige, zeer grote apothecia, die aanvankelijk komvormig tot komvormig zijn, maar zich al snel plat ter grootte van een handpalm verspreiden op de veelal kleiachtige grond en dan hooguit een laag oppervlak hebben. De bovenzijde van de tamelijk kwetsbare vruchtlichamen is gelig tot donkerder dofbruin, de onderzijde is lichtbeige.
Van dichtbij geroken, verspreiden Disciotis een duidelijke geur van chloor. Deze wellicht irriterende geur verdwijnt direct na kort koken.
De asci bevatten acht breed ellipsoïde, gladde sporen die aan de uiteinden kleine druppeltjes kunnen hebben.

## Soorten
volgens Index Fungorum telt het geslacht drie soorten (peildatum april 2024):
| Soortnaam                                  | Auteur(s)       | Publicatiejaar |
| ------------------------------------------ | --------------- | -------------- |
| Disciotis maturescens (Roze aderbekerzwam) | Boud.           | 1891           |
| Disciotis rufescens                        | R. Heim         | 1934           |
| Disciotis venosa (Grote aderbekerzwam)     | (Pers.) Arnould | 1893           |